# Nicolae Suțu
Nicolae Suțu (c. 1799-1871) fue un político, economista y publicista rumano.

## Biografía
Nacido en Arnăut-Keuy el 25 de octubre de 1798 emigró a Transilvania en 1821, durante la revuelta de Aléxandros Ipsilantis. Posteriormente partió a Moldavia, donde bajo la administración de Kisselef se convirtió en secretario de Estado y más tarde fue ministro en varios departamentos durante el reinado de Mihail Sturdza. También fue conocido como publicista por sus estudios económicos, entre otros Statistica Moldovei (1850), publicado en francés, griego y rumano. Falleció en Făurei o Focșani en enero de 1871.